# Santa Lucia del Gonfalone
Santa Lucia del Gonfalone är en kyrkobyggnad i Rom, helgad åt den heliga Lucia av Syrakusa. Kyrkan är belägen vid Via dei Banchi Vecchi i Rione Regola och tillhör församlingen Santa Maria in Vallicella.. 
Kyrkan uppfördes förmodligen i slutet av 1100-talet. Den byggdes om 1511 samt 1764 i senbarock med en fasad av Marco David.

## Diakonia
Santa Lucia del Gonfalone stiftades som titeldiakonia av påve Johannes Paulus II år 2003.
Kardinaldiakoner
- Francesco Marchisano: 21 oktober 2003 – 12 juni 2014, pro illa vice titulus 12 juni 2014 – 27 juli 2014
- Vakant: 2014–2018
- Aquilino Bocos Merino: 28 juni 2018 –

## Bilder

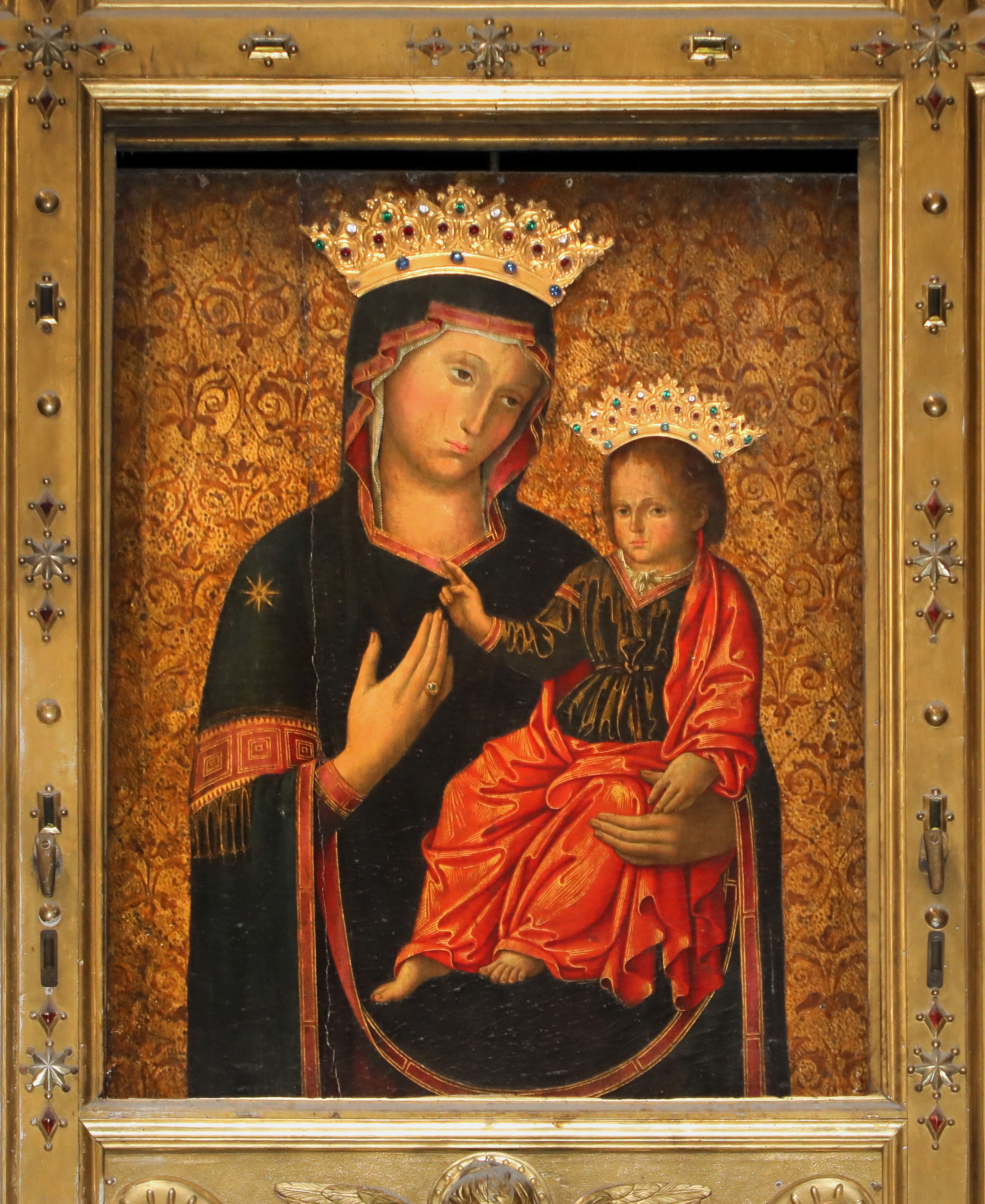
Madonna del Gonfalone